# 艾比·道恩

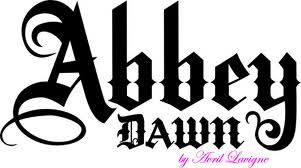
艾比道恩商標

艾比道恩（Abbey Dawn）是由加拿大女歌手艾薇儿·拉维尼于2008年创立的一个服装系列品牌。"艾比道恩"这个名字来源于艾薇儿童年时的昵称。此品牌最初是以青少年服飾為主，但近期也有較為成熟的款式。自2010年12月開始，受到艾薇兒哥哥以及樂團成員的影響，艾比道恩也有了男性的服飾。女性服飾設計靈感來自於艾薇兒本身的搖滾精神。在艾薇兒自己的MVWhat the hell中出現了艾比道恩的服飾店。

## 零售
艾比道恩在全美国仅由 Kohl’s（美国零售集团）销售。在美国之外，仅于日本东京开设了一间艾比道恩专卖店。大约每八周推出一季新款服饰。艾薇儿也为该品牌设计珠宝，主要以骷髅头为主题，但也包括闪电，条纹，斑点，心脏等。而自從艾薇兒翻新了她的服飾品牌，也因為官方網站的架設變的國際化，現在於紐約的Trash以及Vaudeville和其他美國與歐洲的商店皆有販售。

## 活動
- 2011年亮相紐約時裝周
- 2012年參與JustFaublous活動